# Duinterpen
Duinterpen is een woonwijk binnen de stad Sneek in de Nederlandse provincie Friesland. De wijk telt (in 2023) 4.395 inwoners en heeft een oppervlakte van 265 hectare (waarvan 44 hectare water). Duinterpen is qua inwoneraantal de grootste wijk van Sneek.

## Ligging en bereikbaarheid
De wijk grenst in het noorden aan de wijk Lemmerweg-Oost, in het oosten aan de Woudvaart en Burgemeester Rasterhoffpark en in het westen aan de wijk Tinga. Belangrijke verkeersaders zijn de Lemmerweg (westgrens) en de Rijksweg 7 (noordgrens).

## Historie en bebouwing
De eerste bebouwing dateert ongeveer van de jaren 60-70, deze bebouwing wordt ook wel Duinterpen I genoemd. Duinterpen II is een uitbreidingsplan van de eerdere wijk en dateert van rond 1990. Duinterpen III is een waterrijke extra uitbreiding van eind jaren 90. De laatste uitbreiding is Duinterpen Duurzaam (IV).
In de wijk is een wijkvereniging actief genaamd De Spil. De vereniging beheert het gelijknamige wijkcentrum in de wijk Tinga.

### Straatnaamverklaring
De straten in de wijk zijn veelal vernoemd naar bloemen en planten (Duinterpen I en II), vlinders (Duinterpen III) en nabijgelegen wateren (Duinterpen IV).

### Bezienswaardigheden
In de wijk bevinden zich geen rijksmonumenten. Bezienswaardig zijn:
- De houten bruggen Krúsrak en Dúvelsrak over de Rijksweg 7.

## Voorzieningen
Onder meer de volgende voorzieningen bevinden zich in de wijk:
- Een winkelcentrum
- Tolhús-tunnel
- Zwembad Splash
- Natuurpark Duinterpen
- Brede School Duinterpen. Samenwerking tussen openbare school obs De Wyken, christelijke school cbs de Vuurvlinder en kinderopvang Kinderwoud

Wijken:
Binnenstad ·
Bomenbuurt ·
De Domp ·
De Loten ·
Duinterpen ·
Harinxmaland ·
Hemdijk ·
Het Eiland ·
De Hemmen ·
Houkesloot ·
It Ges ·
Lemmerweg-Oost ·
Lemmerweg-West ·
Leeuwarderweg ·
Noorderhoek I ·
Noorderhoek II ·
Noordoosthoek ·
Oudvaart ·
Pasveer ·
Poort van Sneek ·
Sperkhem ·
Stadsfenne ·
Stationsbuurt ·
Tinga ·
Zwetteplan
Buurten:
Malta ·
Spitaal ·
Tuindorp